# Marlene Dumas
Marlene Dumas (Ciudad del Cabo, 3 de agosto de 1953) es una artista sudafricana que vive y trabaja en Ámsterdam, Países Bajos. 
Enfatizando tanto la realidad física del cuerpo humano como su valor psicológico, tiende a pintar sus sujetos en sus límites extremos del ciclo de vida, como su nacimiento y cerca de la muerte. Utiliza la figura humana como un medio para criticar las ideas contemporáneas sobre la identidad racial, sexual y social.

## Biografía
De 1972 a 1975 asistió a la Universidad de Ciudad del Cabo, donde obtuvo la licenciatura en Artes Visuales. Desde 1978 ha exhibido internacionalmente sus obras, y es una de las artistas más admiradas de Holanda. En 1995 representó a Holanda en la Bienal de Venecia, y en 1996 la Tate Gallery exhibió una selección de sus obras sobre papel.
Trabajando casi exclusivamente a partir de fuentes fotográficas, extrae su material a partir de un archivo en continuo desarrollo de fotografías personales e imágenes arrancadas de revistas y periódicos. Sus pinturas no son una interpretación literal de sus fuentes fotográficas. El pequeño tamaño de sus obras y la presentación delicada, las convierte en un retrato de la intimidad. Al despojar el sujeto de su imagen pública y su importancia histórica, nos deja con una crítica hacia la política y la identidad.
Durante la década del 2000, realizó varias exposiciones personales en instituciones destacadas de todo el mundo, incluyendo el Museo Kunstpalast, Düsseldorf (2008), Museo de Arte Contemporáneo de Tokio (2007); Taidehalli, Helsinki (2005), The Art Institute of Chicago (2003), Fondazione Bevilacqua La Masa, Palazzetto Tito, Venecia (2003), el Centro Georges Pompidou, París (2001), New Museum, Nueva York, De Pont Museo de Arte Contemporáneo, Tilburg, Países Bajos (ambos de 2002) y el Instituto de Arte Contemporáneo de Boston (2001).
Su trabajo está presente en las colecciones de importantes museos e instituciones públicas como el Centro Georges Pompidou de París, Museo Municipal, La Haya, Los Ángeles County Museum of Art, Museo de Arte Contemporáneo de Tokio, Museum für Moderne Kunst, Frankfurt, el Museo de Arte Moderno de Nueva York; Stedelijk Museum, Ámsterdam, y la Tate Gallery, Londres.

## Premios
- 2011, Premio Schock